# ملطف (صيدلة)

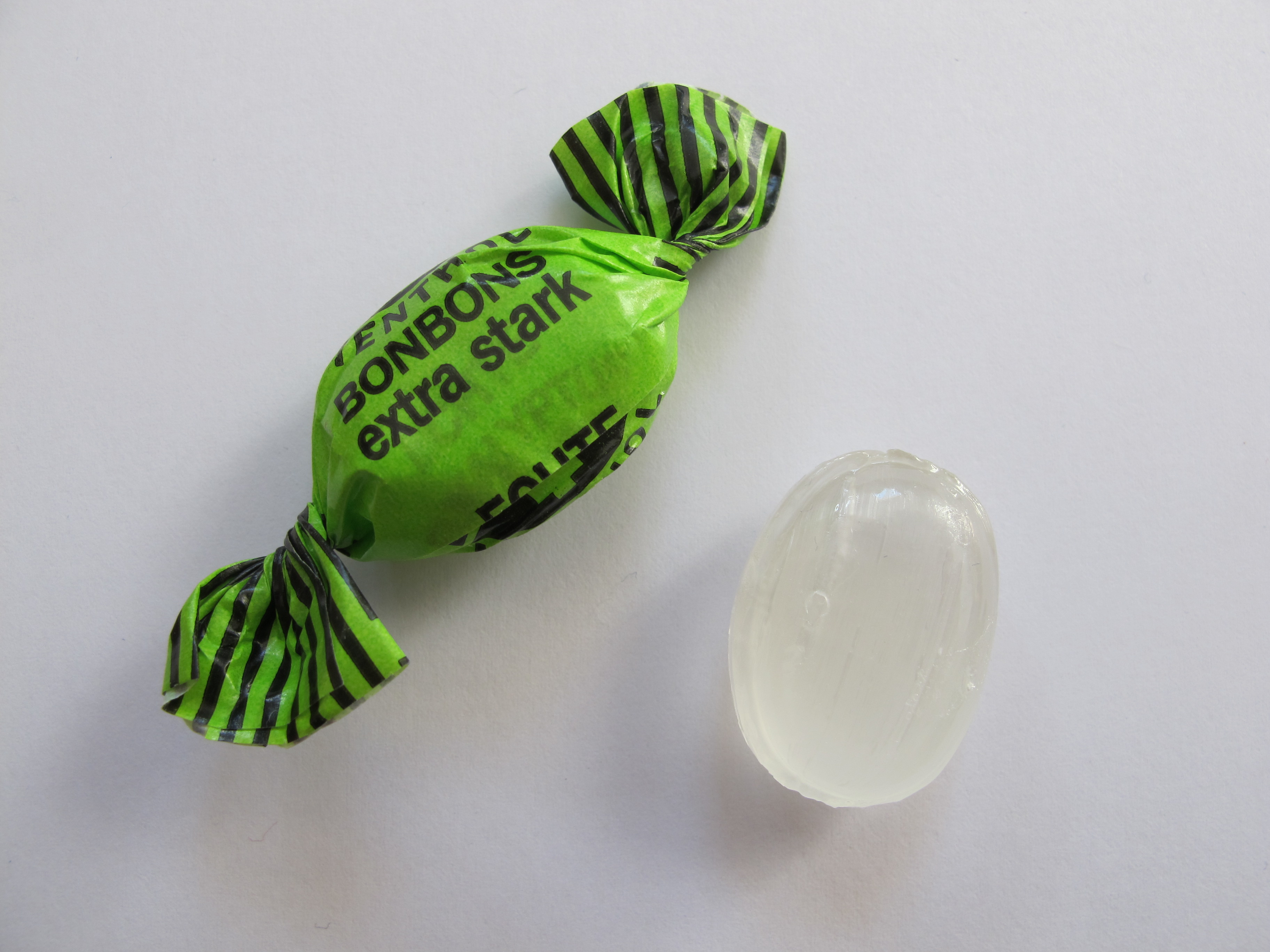
قرص مص للحلق

مُلطف أو مُطرِ أو مُلين (بالإنجليزية: Demulcent)‏ هو عامل يُفترض تشكيله لِطبقة مُلطفة (مسكنة/مُهدئة) على الغشاء المُخاطي، حيثُ تعمل هذه الطبقة على تخفيف آلام والتهابات الغشاء المُخاطي الطَفيفة. على الرغم من ذلك، فإنها تساعد بشكلٍ عام لمدة أقل من 30 دقيقة.
يُشار في بعض الأحيان إليها كعوامل مُحصنة للمُخاط، ومن الأمثلة عليها البكتين وَالغليسيرين وَالعسل وَالشَراب والتي تُعتبر المكونات المُشتركة بين خلطات وَقطرات السُعال. هُناك بعض المُلطفات الصناعية مِثل ميثيل السليولوز وَبروبيلين غليكول وَالغليسرين.